# II (The Common Linnets)
II is het tweede album van The Common Linnets en de opvolger van het succesvolle debuut The Common Linnets uit 2014. Van het album verscheen naast een normale uitgave ook een deluxe versie met dvd-opnames van vijf albumtracks en de hit Calm after the storm afkomstig van de vorige cd. Ook kwam II op vinyl uit. Het album is opgenomen in Nashville en Hilversum. Ilse DeLange en JB Meijers tekenden opnieuw voor de productie.
Het album kwam een week na uitgave binnen op de eerste plaats in de Album Top 100. Het verkocht ruim twee keer zo veel als nummer twee Raar maar waar van Kinderen voor Kinderen. In de tweede week werd het album gepasseerd door In Dream van Editors. II kreeg ook noteringen in de albumlijsten in Duitsland, Oostenrijk en Vlaanderen.

## Musici
- Banjo: Ilya Toshinskiy
- Basgitaar: JB Meijers
- Cello: Anthony LaMarchina
- Dobro: Jerry Douglas
- Drums en percussie: Bart Vergoossen
- Gitaar: Ilse DeLange
- Keyboard: JB Meijers
- Pedal steelgitaar: Paul Franklin
- Snaarinstrumenten: JB Meijers
- Altviool: Kristin Wilkinson, Monisa Angell
- Viool: David Davidson, David Angell, Gerald Greer, Zeneba Bowers

## Muziek
| Nr. | Titel                       | Duur |
| --- | --------------------------- | ---- |
| 1.  | We don't make the wind blow | 3:37 |
| 2.  | That part                   | 3:47 |
| 3.  | Hearts on fire              | 3:46 |
| 4.  | Runaway man                 | 3:01 |
| 5.  | In your eyes                | 3:25 |
| 6.  | Dust of Oklahoma            | 3:59 |
| 7.  | Indigo moon                 | 3:35 |
| 8.  | Better than that            | 3:05 |
| 9.  | Days of endless time        | 3:26 |
| 10. | Soho waltz                  | 4:29 |
| 11. | As if only                  | 3:41 |
| 12. | Walls of Jericho            | 3:58 |
| 13. | Proud                       | 3:41 |

## Hitnoteringen

### NederlandseAlbum top 100
| Hitnotering (week 1 t/m 36): 03-10-2015 t/m 04-06-2016 Hitnotering (week 37 t/m 38): 18-06-2016 t/m 25-06-2016 Hitnotering (week 39 t/m 42): 23-07-2016 t/m 13-08-2016 | Hitnotering (week 1 t/m 36): 03-10-2015 t/m 04-06-2016 Hitnotering (week 37 t/m 38): 18-06-2016 t/m 25-06-2016 Hitnotering (week 39 t/m 42): 23-07-2016 t/m 13-08-2016 | Hitnotering (week 1 t/m 36): 03-10-2015 t/m 04-06-2016 Hitnotering (week 37 t/m 38): 18-06-2016 t/m 25-06-2016 Hitnotering (week 39 t/m 42): 23-07-2016 t/m 13-08-2016 | Hitnotering (week 1 t/m 36): 03-10-2015 t/m 04-06-2016 Hitnotering (week 37 t/m 38): 18-06-2016 t/m 25-06-2016 Hitnotering (week 39 t/m 42): 23-07-2016 t/m 13-08-2016 | Hitnotering (week 1 t/m 36): 03-10-2015 t/m 04-06-2016 Hitnotering (week 37 t/m 38): 18-06-2016 t/m 25-06-2016 Hitnotering (week 39 t/m 42): 23-07-2016 t/m 13-08-2016 | Hitnotering (week 1 t/m 36): 03-10-2015 t/m 04-06-2016 Hitnotering (week 37 t/m 38): 18-06-2016 t/m 25-06-2016 Hitnotering (week 39 t/m 42): 23-07-2016 t/m 13-08-2016 | Hitnotering (week 1 t/m 36): 03-10-2015 t/m 04-06-2016 Hitnotering (week 37 t/m 38): 18-06-2016 t/m 25-06-2016 Hitnotering (week 39 t/m 42): 23-07-2016 t/m 13-08-2016 | Hitnotering (week 1 t/m 36): 03-10-2015 t/m 04-06-2016 Hitnotering (week 37 t/m 38): 18-06-2016 t/m 25-06-2016 Hitnotering (week 39 t/m 42): 23-07-2016 t/m 13-08-2016 | Hitnotering (week 1 t/m 36): 03-10-2015 t/m 04-06-2016 Hitnotering (week 37 t/m 38): 18-06-2016 t/m 25-06-2016 Hitnotering (week 39 t/m 42): 23-07-2016 t/m 13-08-2016 | Hitnotering (week 1 t/m 36): 03-10-2015 t/m 04-06-2016 Hitnotering (week 37 t/m 38): 18-06-2016 t/m 25-06-2016 Hitnotering (week 39 t/m 42): 23-07-2016 t/m 13-08-2016 | Hitnotering (week 1 t/m 36): 03-10-2015 t/m 04-06-2016 Hitnotering (week 37 t/m 38): 18-06-2016 t/m 25-06-2016 Hitnotering (week 39 t/m 42): 23-07-2016 t/m 13-08-2016 | Hitnotering (week 1 t/m 36): 03-10-2015 t/m 04-06-2016 Hitnotering (week 37 t/m 38): 18-06-2016 t/m 25-06-2016 Hitnotering (week 39 t/m 42): 23-07-2016 t/m 13-08-2016 | Hitnotering (week 1 t/m 36): 03-10-2015 t/m 04-06-2016 Hitnotering (week 37 t/m 38): 18-06-2016 t/m 25-06-2016 Hitnotering (week 39 t/m 42): 23-07-2016 t/m 13-08-2016 | Hitnotering (week 1 t/m 36): 03-10-2015 t/m 04-06-2016 Hitnotering (week 37 t/m 38): 18-06-2016 t/m 25-06-2016 Hitnotering (week 39 t/m 42): 23-07-2016 t/m 13-08-2016 | Hitnotering (week 1 t/m 36): 03-10-2015 t/m 04-06-2016 Hitnotering (week 37 t/m 38): 18-06-2016 t/m 25-06-2016 Hitnotering (week 39 t/m 42): 23-07-2016 t/m 13-08-2016 | Hitnotering (week 1 t/m 36): 03-10-2015 t/m 04-06-2016 Hitnotering (week 37 t/m 38): 18-06-2016 t/m 25-06-2016 Hitnotering (week 39 t/m 42): 23-07-2016 t/m 13-08-2016 |
| Week: | 1 | 2 | 3 | 4 | 5 | 6 | 7 | 8 | 9 | 10 | 11 | 12 | 13 | 14 | 15 |
| --- | --- | --- | --- | --- | --- | --- | --- | --- | --- | --- | --- | --- | --- | --- | --- |
| Positie: | 1 | 2 | 3 | 3 | 6 | 7 | 10 | 9 | 16 | 19 | 23 | 19 | 18 | 28 | 23 |
| Week: | 16 | 17 | 18 | 19 | 20 | 21 | 22 | 23 | 24 | 25 | 26 | 27 | 28 | 29 | 30 |
| Positie: | 31 | 43 | 46 | 63 | 52 | 42 | 26 | 80 | 66 | 90 | 71 | 11 | 24 | 42 | 45 |
| Week: | 31 | 32 | 33 | 34 | 35 | 36 | | 37 | 38 | | 39 | 40 | 41 | 42 | |
| Positie: | 60 | 41 | 63 | 70 | 48 | 71 | uit | 92 | 99 | uit | 44 | 29 | 51 | 86 | uit |

### VlaamseAlbum top 200
| Hitnotering (week 1 t/m 6): 03-10-2015 t/m 07-11-2015 Hitnotering (week 7): 21-11-2015 Hitnotering (week 8): 16-01-2016 | Hitnotering (week 1 t/m 6): 03-10-2015 t/m 07-11-2015 Hitnotering (week 7): 21-11-2015 Hitnotering (week 8): 16-01-2016 | Hitnotering (week 1 t/m 6): 03-10-2015 t/m 07-11-2015 Hitnotering (week 7): 21-11-2015 Hitnotering (week 8): 16-01-2016 | Hitnotering (week 1 t/m 6): 03-10-2015 t/m 07-11-2015 Hitnotering (week 7): 21-11-2015 Hitnotering (week 8): 16-01-2016 | Hitnotering (week 1 t/m 6): 03-10-2015 t/m 07-11-2015 Hitnotering (week 7): 21-11-2015 Hitnotering (week 8): 16-01-2016 | Hitnotering (week 1 t/m 6): 03-10-2015 t/m 07-11-2015 Hitnotering (week 7): 21-11-2015 Hitnotering (week 8): 16-01-2016 | Hitnotering (week 1 t/m 6): 03-10-2015 t/m 07-11-2015 Hitnotering (week 7): 21-11-2015 Hitnotering (week 8): 16-01-2016 | Hitnotering (week 1 t/m 6): 03-10-2015 t/m 07-11-2015 Hitnotering (week 7): 21-11-2015 Hitnotering (week 8): 16-01-2016 | Hitnotering (week 1 t/m 6): 03-10-2015 t/m 07-11-2015 Hitnotering (week 7): 21-11-2015 Hitnotering (week 8): 16-01-2016 | Hitnotering (week 1 t/m 6): 03-10-2015 t/m 07-11-2015 Hitnotering (week 7): 21-11-2015 Hitnotering (week 8): 16-01-2016 | Hitnotering (week 1 t/m 6): 03-10-2015 t/m 07-11-2015 Hitnotering (week 7): 21-11-2015 Hitnotering (week 8): 16-01-2016 | Hitnotering (week 1 t/m 6): 03-10-2015 t/m 07-11-2015 Hitnotering (week 7): 21-11-2015 Hitnotering (week 8): 16-01-2016 |
| Week: | 1 | 2 | 3 | 4 | 5 | 6 | | 7 | | 8 | |
| --- | --- | --- | --- | --- | --- | --- | --- | --- | --- | --- | --- |
| Positie: | 40 | 49 | 57 | 114 | 148 | 150 | uit | 198 | uit | 193 | uit |